# Nicolau Nasoni
Nicolau Nasoni (italià: 'Niccolò Nasoni'; San Giovanni Valdarno, Toscana, 2 de juny de 1691 – Porto, 30 d'agost de 1773) va ser un artista, decorador i arquitecte italià que després de la seva formació a Itàlia i Malta va desenvolupar la major part de la seva obra a Portugal. És considerat un dels arquitectes més significatius de la ciutat de Porto.
La seva obra va evolucionar dins l'esperit barroc del segle xviii i va ajudar a definir l'estil d'aquesta ciutat i dels seus voltants en una època de grans transformacions urbanes i de construcció de grans equipaments, molts dels quals van ser projectes seus.